# 1900

## Esdeveniments
Països Catalans
- 15 de febrer: Surt el primer número de la revista modernista Joventut.[1]
- 10 de març: Es comença a publicar La Ilustració Llevantina, una revista artísticoliterària de Catalunya, València, Mallorca i el Rosselló.[2]
- 6 d'abril, Barcelona: S'estrena La filla del mar, d'Àngel Guimerà, al Teatre Romea de Barcelona.[3]
- 8 d'abril, Lleida, província de Lleida: s'hi publica el primer número del setmanari "La Comarca de Lleyda".[4]
- 16 de juny, Barcelona, Comencen les obres del Funicular del Tibidabo, el primer del país.[5]
- 13 d'octubre, Barcelona: un grup d'esportistes, encapçalats per Àngel Rodríguez, hi funden el Reial Club Deportiu Espanyol.
- S'inicia la construcció del Parc Güell de Barcelona.
- Barcelona: es publica El jardí abandonat, obra de teatre de Santiago Rusiñol.[6]

Resta del món
- 21 de gener: Terratrèmol a l'estat mexicà de Colima que deixa setanta morts i nombrosos ferits.[7]
- 27 de febrer: Fundació del Fußball-Club Bayern München.
- 14 d'abril: Fundació a París de la Unió Ciclista Internacional.
- 15 d'abril: Inauguració de l'Exposició Universal de París.
- 2 de juliol: El primer zepelí vola sobre el llac Constança prop de Friedrichshafen, Alemanya.[8]
- 20 de setembre: Dissolució dels Estats Pontificis, coincidint amb el trentè aniversari de l'ocupació de Roma per l'exèrcit del rei d'Itàlia Víctor Manuel II.[9]
- 14 de desembre, Max Planck publica el seu estudi de la teoria quàntica.[10]
- Redescoberta independent per Hugo de Vries, Carl Correns i Erich von Tschermak-Seysenegg del treballs de Gregor Mendel sobre l'herència dels caràcters, anomenades comunament Lleis de Mendel.
- Nigèria esdevé un protectorat britànic.
- Integració de Hawaii als Estats Units.
- Publicació de l'assaig La interpretació dels somnis de Sigmund Freud.[11]
- Inventat el clip per Johan Vaaler.
- S'estrena el curtmetratge Grandma's Reading Glass

## Naixements
Països Catalans
- 1 de gener: 
  - Girona: Xavier Cugat i Mingall, músic i dibuixant català.
  - Barcelona: Aurora Redondo, actriu de teatre i cinema (m. 1996).[12]
- 17 de febrer, Barcelona: Paulina Crusat, escriptora, traductora i crítica literària catalana en llengua castellana.[13]
- 21 de març - Barcelona: Antoni Romañà i Pujó, matemàtic i astrònom català, jesuïta, impulsor de l'Observatori de l'Ebre (m. 1980).
- 19 de març - Barcelona: Carme Carbonell, actriu catalana de teatre i cinema (m. 1988).[14]
- 27 d'abril - Barcelona: Carme Ballester i Llasat, activista pels drets de les dones, republicana, d'esquerres, independentista i la segona esposa del president Lluís Companys (m. 1972).[15]
- 3 de maig - Els Prats de Rei: Rosa Obradors i Rovira, pedagoga catalana (m. 1973).[16]
- 12 de maig - Barcelona: Pere Puig i Adam, pedagog i matemàtic català (m. 1960).[17]
- 16 de juny - Uncastillo: Inocencia Alcubierre, actriu espanyola (m. 1930).[18]
- 21 de juny - Barcelona: Carme Farré i Ors, guitarrista, compositora i professora de música catalana establerta a l'Argentina (m. 1985).[cal citació]
- 3 de juliol - Tàrregaː Maria Bernades Guardiola, llevadora targarina.[19]
- 5 de juliol - Figueres: Adela Riera, bibliotecària i directora de la B. Popular de Figueres.[20]
- 11 d'agost - La Vall d'Uixó (Plana Baixa)ː Carmen Tur Melchor, cantant d'òpera valenciana (m. 1943).[cal citació]
- 19 de setembre - Xarafull, València: Selica Pérez Carpio, mezzosoprano valenciana dedicada a la sarsuela (m. 1984).[21]
- 24 de setembre - Igualada: Francesca Madriguera i Rodon –Paquita Madriguera–, pianista i compositora (m. 1965).[22]
- 24 de novembre - València: Maximilià Thous i Llorens, escriptor i polític valencià (m. 1957).
- 27 de novembre - València: Empar Navarro i Giner, mestra i política valenciana (m. 1986).[23]
- 30 de novembre - Molins de Rei: Maria Argelaguet Costa, mestra i pedagoga catalana (m. 1990).
- Barcelona: Amèrica Cardunets i Tallada, pintora catalana.[24]
- Mataró: Concepció Boter i Torrents, pintora catalana especialitzada en marines.[25]
- Benissa: María Luisa Palop, pintora valenciana (m. 1973).[26]

Resta del món
- 5 de febrer: Adlai Stevenson, polític estatunidenc (mort el 1965).[27]
- 11 de febrer: Hans-Georg Gadamer, filòsof alemany (mort el 2002).
- 12 de febrer, Saint Louis, Missouri: Adele Buffington, guionista estatunidenca.[28]
- 22 de febrer - Calanda, Aragó, Espanya: Luis Buñuel, director de cinema espanyol (m. 1983).
- 26 de febrer - Alcañices: Margarita Ferreras, escriptora i poeta de la Generació del 27 (m. 1964).[29]
- 2 de març - 
  - Dessau, Alemanya: Kurt Weill, compositor alemany d'origen jueu, posteriorment nacionalitzat estatunidenc (m. 1950).[30]
  - Madrid: Matilde Muñoz Sampedro, actriu espanyola (m. 1969).[31]
- 13 de març - Esmirna, Imperi Otomà: Giorgos Seferis, diplomàtic i poeta grec, Premi Nobel de Literatura 1963 (m. 1971).
- 20 de març - Colquechaca, Bolívia: Amelia Villa, escriptora i la primera metgessa boliviana (m. 1942).[32]
- 21 de març - Chongqing (Xina): Sun Yu, actor, guionista i director de cinema xinès (m. 1990).[33]
- 22 de març - Ljouwert: Christine Buisman, botànica i micòloga neerlandesa dedicada a les malalties de l'om (m. 1936).[34]
- 25 de març - Pequín (Xina): Ling Shuhua, escriptora i pintora xinesa (m. 1990).
- 30 de març - Paniza, província de Saragossa, Espanya: María Moliner, bibliotecària i lexicògrafa (m. 1987).[35]
- 11 d'abril - Košice, Imperi Austrohongarès: Sándor Márai, escriptor hongarès (m. 1989).[36]
- 21 d'abril: Hans Fritzsche, periodista i líder nazi alemany (mort el 1953).[37]
- 25 d'abril -Viena, Àustria: Wolfgang Pauli, físic austríac, Premi Nobel de Física de 1945 (m. 1958).[38]
- 28 d'abril - Noyelles-Godault, Pas de Calais, (França): Maurice Thorez, polític francès, secretari general del Partit Comunista Francès entre 1930 i 1964 (m. 1964)[39]
- 30 d'abril - Łódź (Polònia): Janina Konarska-Slomimska, pintora, escultora, artista gràfica i il·lustradora polonesa (m. 1975).[40]
- 10 de maig - Wendover, Buckinghamshire (Regne Unit): Cecilia Payne-Gaposchkin, astrònoma i astrofísica britanicoamericana (m. 1979).[41]
- 12 de maig - Viena: Helene Weigel, actriu i directora del teatre Berliner Ensemble (m. 1971).[42]
- 27 de maig - Lima (Perú): Magda Portal, poeta, escriptora i política peruana (m. 1989).[43]
- 1 de juny - Magúncia: Anna Seghers, escriptora que relatà la resistència antifeixista durant la Segona Guerra Mundial (m. 1983).[44]
- 5 de juny - Budapest (Hongria): Dennis Gabor, físic hongarès, Premi Nobel de Física de l'any 1971 (m. 1979).[45]
- 17 de juny - Wegeleben, Prússia: Martin Bormann, dirigent del Partit Nacional Socialista dels Treballadors Alemanys.[39]
- 29 de juny - Lió: Antoine de Saint-Exupéry, escriptor francès.[46]
- 6 de juliol, Nova York: Frederica Sagor Maas, guionista de cinema nord-americana (m. 2012).[47]
- 8 de juliol - Nova Jersey, Estats Units: George Antheil, pianista i compositor estatunidenc (m. 1959).[48]
- 18 de juliol - Ivànovo (Rússia): Nathalie Sarraute, escriptora francesa d'origen rus, figura destacada del nouveau roman (m. 1999).[49]
- 29 de juliol - Boden, Norrbotten (Suècia): Eyvind Johnson, novel·lista suec, Premi Nobel de Literatura de l'any 1974 (m. 1976).[50]
- 2 d'agost - Danville, Illinois: Helen Morgan, cantant i actriu de teatre i cinema de nacionalitat nord-americana (m. 1941).[51]
- 4 d'agost:
  - Louis Armstrong “Satchmo”, compositor i intèrpret de jazz.
  - Londres, Regne Unit: Elizabeth Angela Marguerite Bowes-Lyon, reina d'Anglaterra.[52]
- 18 d'agost - Allahabad, Índia: Vijaya Lakshmi Pandit, diplomàtica i política índia (m. 1990).[53]
- 23 d'agost - Ernst Krenek, nascut a Àustria, d'origen txec, i naturalitzat estatunidenc (m. 1991)
- 25 d'agost - Hildesheim, Alemanya: Hans Adolf Krebs, metge i bioquímic, Premi Nobel de Medicina o Fisiologia de 1953 (m. 1981).[54]
- 5 de setembre - Rancher, Montanaː Grace Eldering, científica estatunidenca, creadora d'una vacuna per a la tos ferina.[55]
- 29 de setembre - Pamplona: María Lacunza, primera advocada navarresa (m. 1984).[56]
- 5 d'octubre, Fuzhou, Fujian: Bing Xin, poetessa i novel·lista xinesa del segle xx (m. 1999).[57]
- 10 d'octubre, Washington DC, Estats Units: Helen Hayes, actriu estatunidenca.[58]
- 15 d'octubre, Sant Francisco, Estats Units: Mervyn LeRoy, director de cinema nord-americà (m. 1987).[59]
- 17 d'octubre, Plattsburgh, Nova York: Jean Arthur, una de les grans actrius estatunidenques dels anys 30 i 40 (m. 1991).[60]
- 19 d'octubre, Dresden: Erna Berger, cèlebre soprano de coloratura, alemanya d'origen suec (m. 1990).[61]
- 25 d'octubre, Abeokuta, Nigèria: Funmilayo Ransome-Kuti, feminista nigeriana (m. 1978).[62]
- 30 d'octubre, Hèlsinki, Finlàndia: Ragnar Granit, neurofisiològic suec d'origen finlandès. Premi Nobel de Medicina o Fisiologia l'any 1967 (m. 1991).[63]
- 5 de novembre, Penzance, Anglaterra: Ethelwynn Trewavas, ictiòloga britànica (m. 1993).[64]
- 8 de novembre, Atlanta, Geòrgia (USA): Margaret Mitchell, escriptora i periodista, Premi Pulitzer 1937 per Allò que el vent s'endugué.[65]
- 14 de novembre, Brooklyn, Nova York (USA): Aaron Copland, compositor estatunidenc (m. 1990).[66]
- 19 de novembre, Magúncia, Alemanya: Anna Seghers, escriptora alemanya que relatà la resistència antifeixista (m. 1983).[44]
- 6 de desembre, Clinton, Massachusetts, Estats Units: Agnes Moorehead, actriu estatunidenca (m. 1974).[67]
- 17 de desembre, Aynho: Mary Cartwright, matemàtica britànica; estudià la teoria del caos.[68]
- 18 de desembre, Saint-Servan (Ille-et-Vilaine)ː Suzy Solidor, cantant, actriu i novel·lista francesa (m.1983).[69]
- Hans-Georg Gadamer, filòsof.
- Cyril Hare - novel·lista britànic.
- Marcel Légaut - filòsof francès.

## Necrològiques
Països Catalans
- 12 de gener - Sabadell: Joan Plans i Costa, adroguer, alcalde de Sabadell i president de Caixa d'Estalvis de Sabadell.
- 1 de febrer - Vic: Mercè Font i Codina, poetessa vigatana de la Renaixença (n. 1867).[70]
- 23 de febrer - Reus: Lluís Quer Cugat, escriptor i economista.
- 23 de març - Alacant: Llorenç Casanova i Ruiz, pintor valencià (n. 1844).
- 2 d'abril - Sabadell: Francesc de Paula Clerch i Margall, eclesiàstic català.
- 17 d'abril - Pará, Brasil: Clotilde Bosch i Carbonell, pintora del segle xix (n. 1829).[71]
- 1 de maig - Sabadell: Feliu Crespí i Cirera, filador i alcalde de Sabadell.
- 27 de novembre - Barcelona: Francesc Soler i Rovirosa, pintor i escenògraf, considerat el màxim representant de l'escenografia realista a Catalunya (n. 1836).

Resta del món
- 13 de març - Nova York: Catherine Wolfe Bruce, destacada filantropa estatunidenca i mecenes de l'astronomia (n. 1816).[72]
- 2 de juny - Gabon: Samori Turé o Samory Touré, va ser un sobirà i un combatent contra la colonització francesa a l'Àfrica de l'oest (n. 1830).[73]
- 3 de juny - Ciutat del Cap: Mary Kingsley, escriptora i exploradora anglesa molt compromesa amb Àfrica (n. 1862).[74]
- 29 de juliol - Monza: Humbert I, rei d'Itàlia assassinat a causa d'un atemptat anarquista.
- 21 d'agost - Ponta Delgada: Ernesto do Canto, historiador, bibliòfil i polític de les Açores.
- 16 d'agost - París: José Maria Eça de Queiroz, escriptor portuguès (n. 1845).[75]
- 25 d'agost - Weimar: Friedrich Nietzsche, filòsof (n. 1844).[73]
- 30 de novembre - París (França): Oscar Wilde, escriptor i dramaturg irlandès (n. 1854).

- París: Alexandre Defaux, pintor francès, especialitzat en la pintura de  paisatges i l'animalística.